# Raritäten
Raritäten is een album van de industrial metalband Rammstein. Het album telt nummers die werden gemaakt van 1994 tot 2014, maar die nooit op een album werden gezet. Er staat ook een vocodermix van Mutter en een pianoversie van Mein Herz Brennt.
En Das Modell is een cover van  de Duitse band Kraftwerk. De oorspronkelijke titel is Das Model maar Rammstein veranderde het. Het nummer werd opgenomen op de sessie wanneer Sehnsucht en toen werd het nummer Kokain (vernoemd naar de drugs) ook opgenomen.

## Tracklist
1. Feuerräder
2. Wilder wein
3. Das modell
4. Kokain
5. Stripped
6. Halleluja
7. Mutter (vocodor mix)
8. 5/4
9. Mein land
10. Vergiss uns nicht
11. Gib mir deine augen
12. Mein herz brennt (piano version)